# ダリル・ビーティー
ダリル・ビーティー (Daryl Beattie、1970年9月26日 - ) は、オーストラリア・クイーンズランド州チャールビル出身の元オートバイレーサー。1992年の全日本ロードレース選手権 500ccクラスチャンピオン。

## ロードレース経歴
1989年、フィリップアイランドで開催されたオーストラリアGP、250ccクラスのワイルドカード枠でロードレース世界選手権初参戦を果たす。非力なマシンながらポールポジションを獲得、トップ争いに絡み、毎周メインストレートで3,4台に抜かれてもそれ以外の部分で抜き返すバトルを繰り広げた。

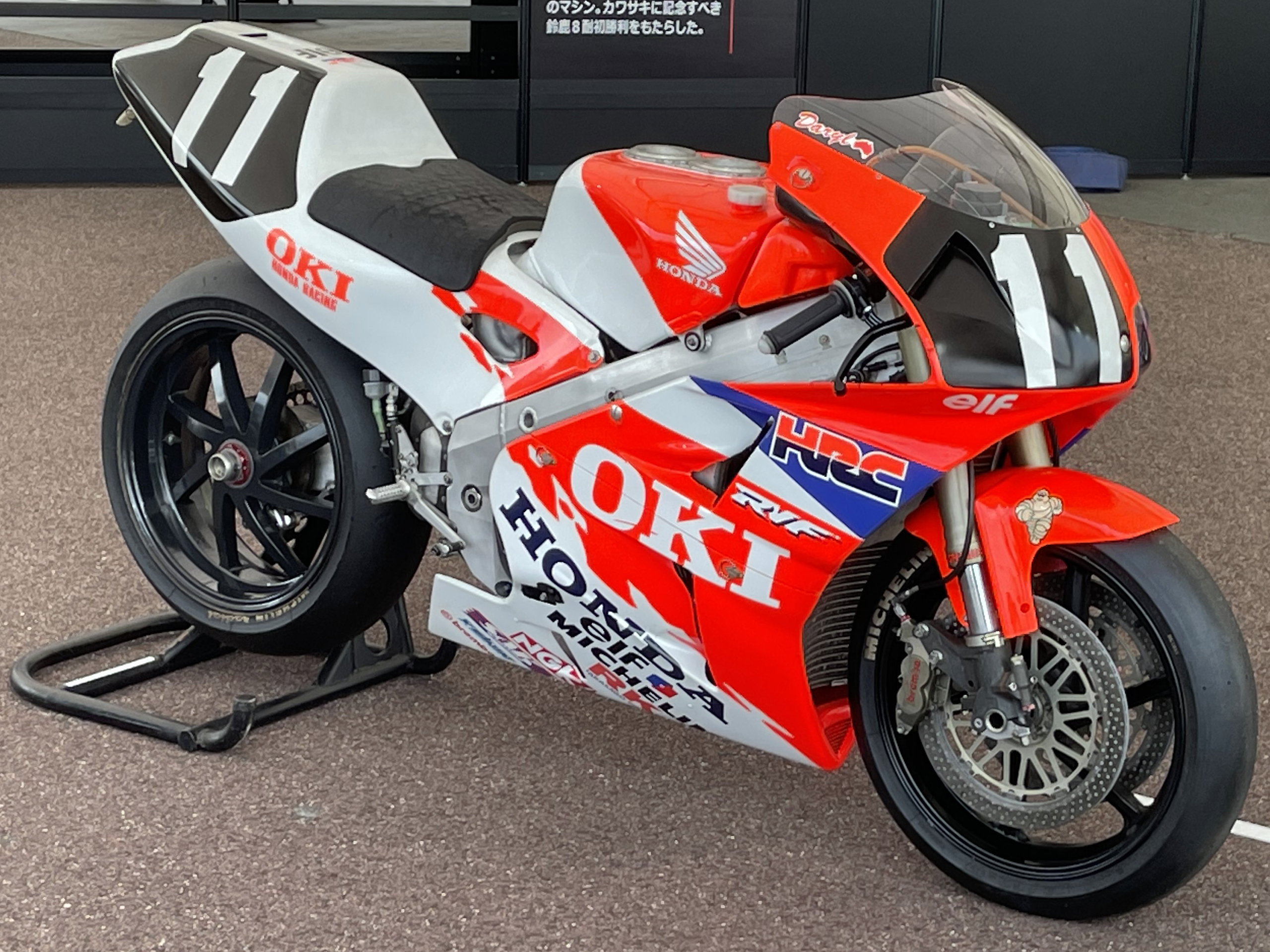
1992年 ホンダ・RVF750 鈴鹿8時間耐久レース優勝車

その後ビーティーは全日本ロードレース選手権500ccクラスにNSR500を駆って参戦し、1992年にはシリーズチャンピオンを獲得した。また同年の鈴鹿8耐ではワイン・ガードナーと組んでRVF750で優勝を果たした。さらに同年にはロードレース世界選手権開幕戦の日本GPでワイルドカード参戦枠で500ccクラスGPデビューを果たし、そのレースで右足を骨折してしまったガードナーの代役として続く第2戦イースタンクリーク
、第3戦シャーアラムにもカネモト・ホンダから出場。それぞれ3位・6位に入る活躍を見せた。
前年の活躍が認められ、1993年にはホンダワークスのロスマンズ・ホンダからミック・ドゥーハンのチームメイトとしてGPフル参戦デビューを果たした。第6戦ホッケンハイムで初優勝し、年間ランキングではケビン・シュワンツ、ウェイン・レイニーに次ぐ3位を獲得した。ホンダは翌年にビーティーをスーパーバイク世界選手権に起用する考えだった。しかし、本人はGPに留まることを望んでいたため、この年限りでビーティはホンダを去ることになってしまった。
翌1994年シーズンはチーム・ロバーツ・ヤマハからの出場となった。第9戦ル・マンではクラッシュでチェーンとリアスプロケットの間に挟んだ片足の指を全て失う大怪我を負い、3戦を欠場。その間の代役は阿部典史が務めた。結局この年ビーティーは表彰台に立つこともなく、シリーズ13位に沈んだ。
1995年にはラッキーストライク・スズキチームに移籍し、この年がビーティーのベストシーズンとなった。シーズン前半はチャンピオン争いをリードし、第7戦アッセンでの転倒・重傷の影響によりドゥーハンに逆転を許してしまったが、シリーズ2位を獲得した。
翌1996年、ビーティーはシーズン開幕前のテストでのクラッシュで頭部に重傷を負ってしまう。開幕から2戦を欠場し、一時復帰したが第4戦ヘレス・第6戦ポールリカールと相次いでクラッシュ、再び欠場することになった。結局この年はわずか4戦の出場となり、シリーズ18位に終わった。
1997年もスズキに残留し苦闘を続けたが、ビーティーはこの年限りでロードレースから引退することになった。

## その後

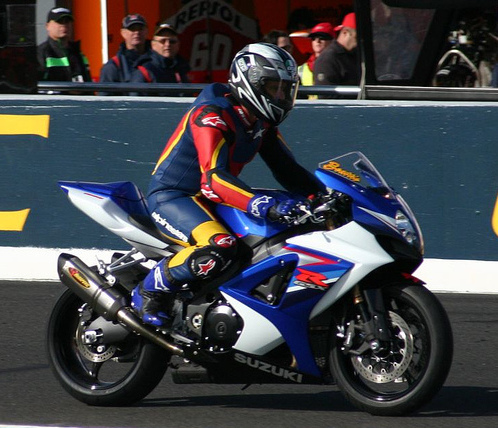
2007年 GSX-Rでデモ走行するビーティー

2002年、ビーティーは地元オーストラリアで人気のV8スーパーカーにImrie Motor Sportチームからホールデン・コモドアVXを駆って参戦。サンダウン500とバサースト1000に出場したが、それぞれ25位、リタイヤに終わった。
現在、ビーティーはオーストラリアのチャンネル10でコメンテーターを務めている。

## 主な戦績

### 全日本ロードレース選手権
- 1991年 TT-F1クラス ランキング6位 / GP500クラス ランキング11位（ホンダ）
- 1992年 GP500クラス チャンピオン（ホンダ）

### ロードレース世界選手権
- 凡例
- ボールド体のレースはポールポジション、イタリック体のレースはファステストラップを記録。

| 年   | クラス | チーム                     | マシン   | 1      | 2      | 3      | 4      | 5      | 6      | 7      | 8      | 9      | 10     | 11    | 12     | 13     | 14     | 15      | ポイント | 順位 | 勝利数 |
| ---- | ------ | -------------------------- | -------- | ------ | ------ | ------ | ------ | ------ | ------ | ------ | ------ | ------ | ------ | ----- | ------ | ------ | ------ | ------- | -------- | ---- | ------ |
| 1989 | 250cc  | ホンダ                     | RS250    | JPN -  | AUS 12 | USA -  | SPA -  | ITA -  | GER -  | AUT -  | YUG -  | NED -  | BEL -  | FRA - | GBR -  | SWE -  | CZE -  | BRA -   | 4        | 35位 | 0      |
| 1990 | 250cc  | ホンダ                     | NSR250   | JPN -  | USA -  | SPA -  | ITA -  | GER -  | AUT -  | YUG -  | NED -  | BEL -  | FRA -  | GBR - | SWE -  | CZE -  | HUN -  | AUS 4   | 13       | 22位 | 0      |
| 1992 | 500cc  | ロスマンズ・ホンダ         | NSR500   | JPN NC | AUS 3  | MAL 6  | SPA -  | ITA -  | EUR -  | GER -  | NED -  | HUN -  | FRA -  | GBR - | BRA -  | RSA -  |        |         | 18       | 14位 | 0      |
| 1993 | 500cc  | ロスマンズ・ホンダ         | NSR500   | AUS 4  | MAL 2  | JPN 3  | SPA 6  | AUT 7  | GER 1  | NED NC | EUR 4  | RSM 6  | GBR 6  | CZE 6 | ITA 7  | USA 5  | FIM 2  |         | 176      | 3位  | 1      |
| 1994 | 500cc  | マールボロ・ヤマハ         | YZR500   | AUS NC | MAL 10 | JPN 28 | SPA NC | AUT 8  | GER NC | NED 7  | ITA 6  | FRA -  | GBR -  | CZE - | USA NC | ARG NC | EUR 5  |         | 44       | 13位 | 0      |
| 1995 | 500cc  | ラッキーストライク・スズキ | RGV-Γ500 | AUS 2  | MAL 2  | JPN 1  | SPA 7  | GER 1  | ITA 2  | NED -  | FRA 3  | GBR 2  | CZE 3  | BRA 4 | ARG 2  | EUR 5  |        |         | 215      | 2位  | 2      |
| 1996 | 500cc  | ラッキーストライク・スズキ | RGV-Γ500 | MAL -  | INA -  | JPN 5  | SPA NC | ITA 4  | FRA -  | NED -  | GER -  | GBR -  | AUT -  | CZE - | IMO -  | CAT NC | BRA -  | AUS -   | 24       | 18位 | 0      |
| 1997 | 500cc  | ラッキーストライク・スズキ | RGV-Γ500 | MAL NC | JPN NC | SPA 12 | ITA 5  | AUT 11 | FRA 12 | NED 7  | IMO 13 | GER 12 | BRA 13 | GBR 6 | CZE 10 | CAT 17 | INA 12 | AUS DNS | 63       | 11位 | 0      |

### 鈴鹿8時間耐久ロードレース
| 年   | 車番 | ペアライダー         | チーム                                 | マシン         | 予選順位 | 決勝順位 | 周回数 |
| ---- | ---- | -------------------- | -------------------------------------- | -------------- | -------- | -------- | ------ |
| 1991 | 17   | 伊藤真一             | ペンタックス・ホンダ・レーシングチーム | ホンダ・RVF750 | 2        | 7位      | 187    |
| 1992 | 11   | ワイン・ガードナー   | OKIホンダ・レーシングチーム            | ホンダ・RVF750 | 5        | 1位      | 208    |
| 1993 | 11   | マイケル・ドゥーハン | チームHRC                              | ホンダ・RVF750 | 1        | 4位      | 206    |